# San Pietro in Gu
San Pietro in Gu é uma comuna italiana da região do Vêneto, província de Pádua, com cerca de 4.362 habitantes. Estende-se por uma área de 17 km², tendo uma densidade populacional de 257 hab/km².
Faz fronteira com Bolzano Vicentino (VI), Bressanvido (VI), Carmignano di Brenta, Gazzo, Grantorto, Pozzoleone (VI), Quinto Vicentino (VI) e se acha à 14 kmetros de Vicenza e à 34 de Padova.

## Demografia
| Variação demográfica do município entre 1861 e 2011                               |
|                                                                                   |
| Fonte: Istituto Nazionale di Statistica (ISTAT) - Elaboração gráfica da Wikipedia |